# حمام کوشک مهدی
حمام کوشک مهدی؛ نام حمامی تاریخی مربوط به اواخر دورهٔ قاجار است و در شهرستان مشهد، روستای کوشک مهدی واقع شده و این اثر در تاریخ ۱ آذر ۱۳۸۸ با شمارهٔ ثبت ۲۸۱۰۰ به‌عنوان یکی از آثار ملی ایران به ثبت رسیده‌است.